# Krîvți, Horol
Krîvți (în ucraineană Кривці) este un sat în comuna Ialosovețke din raionul Horol, regiunea Poltava, Ucraina.

## Demografie
Componența lingvistică a localității Krîvți
     Ucraineană (98,85%)
     Rusă (1,15%)
Conform recensământului din 2001, majoritatea populației localității Krîvți era vorbitoare de ucraineană (98,85%), existând în minoritate și vorbitori de rusă (1,15%).